# Paralabrax dewegeri
Paralabrax dewegeri é uma espécie de peixe da família Serranidae.
É endémica de Venezuela.